# Poczapynci (obwód chmielnicki)
Poczapynci (ukr. Почапинці) – wieś na Ukrainie, w obwodzie chmielnickim, w rejonie kamienieckim, w hromadzie Czemerowce. W 2001 liczyła 1212 mieszkańców, spośród których 1204 wskazało jako ojczysty język ukraiński, 7 rosyjski, a 1 mołdawski.